# Flatoidinus emotus
Flatoidinus emotus är en insektsart som först beskrevs av Melichar 1902.  Flatoidinus emotus ingår i släktet Flatoidinus och familjen Flatidae. Inga underarter finns listade i Catalogue of Life.